# Odontopera harutai
Odontopera harutai är en fjärilsart som beskrevs av Inoue 1953. Odontopera harutai ingår i släktet Odontopera och familjen mätare. Inga underarter finns listade i Catalogue of Life.